# فرزانه نشاط‌خواه
نرگس نشاط‌خواه تهرانی با نام هنری فرزانه نشاط‌خواه (زادهٔ ۲۴ بهمن ۱۳۳۴ تهران) بازیگر سینما و تلویزیون اهل ایران است.

## زندگی
فرزانه نشاط‌خواه در سن هجده سالگی وارد دانشکده هنرهای دراماتیک شد و به تحصیل در رشته ادبیات دراماتیک پرداخت. در بدو ورود به دانشکده با جمشید جهان‌زاده آشنا گردید و با او ازدواج کرد. نشاط خواه در سال ۱۳۸۱ در رشته ادبیات نمایشی موفق به اخذ مدرک کارشناسی ارشد شد و به فعالیت در زمینه بازیگری نیز پرداخت.
تحصیلات: فارغ‌التحصیل ادبیات دراماتیک و نمایشنامه‌نویسی از دانشکده هنرهای دراماتیک تهران ۱۳۶۳ - فعالیت در تلویزیون ۱۳۵۶- تدریس تئاتر در دبیرستان- بازی در تئاتر از ۱۳۵۳، شروع بازیگری: مجموعه تربیتی برای انجمن اولیاء و مربیان (۱۳۵۵)

## فیلم‌شناسی
از بازی‌های او می‌توان به نقش ملکه نازلی (مادرزن شاه) در سریال معمای شاه اشاره کرد.

### سینمایی
- ملی و راه‌های نرفته‌اش (۱۳۹۵)
- جامه‌دران (۱۳۹۳)
- دره شاپرک‌ها (۱۳۷۰)
- دیگه چه خبر!؟ (۱۳۷۰)
- مسافران (۱۳۷۰)
- تصویر آخر (۱۳۶۵)
- گودال (۱۳۶۵)
- جاده‌های سرد (۱۳۶۴)

### تلویزیونی
| سال       | عنوان مجموعه   | کارگردان                                      | توضیحات                                 |
| --------- | -------------- | --------------------------------------------- | --------------------------------------- |
| ۱۳۶۵      | قصه‌های کوچه ما | رضا فیاضی                                     | شبکه ۱                                  |
| ۱۳۶۷-۱۳۷۰ | آینه عبرت      | محسن شاه محمدی                                | شبکه ۱                                  |
| ۱۳۷۰      | ملکه‌های فرانسه | حسن فتحی                                      | تله‌تئاتر                                |
| ۱۳۷۱      | بازنشستگی      | علی فیاضی                                     | شبکه ۲                                  |
| ۱۳۷۳      | معمای یک قتل   | حسن فتحی                                      | شبکه ۲                                  |
| ۱۳۷۴      | با اجازه       | علی شوقیان                                    | شبکه تهران                              |
| ۱۳۷۴      | دبیرستان خضرا  | اکبر خواجویی                                  | شبکه ۲                                  |
| ۱۳۷۵      | قصه‌زندگی       | رضا کرم رضایی                                 |                                         |
| ۱۳۷۷      | عید آن سال‌ها   | سعید ابراهیمی فر                              | شبکه ۲                                  |
| ۱۳۷۸      | داستان یک شهر  | اصغر فرهادی                                   | شبکه ۵                                  |
| ۱۳۷۹      | کلید           | محمد اوزی                                     | شبکه ۱                                  |
| ۱۳۸۶      | ریشه در عشق    | علیرضا اخلاقی                                 | شبکه ۱                                  |
| ۱۳۹۱ّ      | سیر و سرکه     | غلامرضا رمضانی                                | شبکه ۲پخش در نوروز ۹۲                   |
| ۱۳۹۳      | زخم            | مسعود آب پرور                                 | شبکه ۳بازی در اپیزود نرگس               |
| ۱۳۹۴      | معمای شاه      | محمدرضا ورزی                                  | در نقش ملکه نازلی                       |
| ۱۳۹۵      | چرخ فلک        | بهرام عظیم پورعزیزالله حمیدنژاداحسان عبدی پور | شبکه ۱بازی در اپیزودهای کامران و دیگران |
| ۱۳۹۶      | مرز خوشبختی    | حسین سهیلی زاده                               | شبکه ۲پخش در نوروز ۹۶                   |
| ۱۳۹۹      | شاهرگ          | سیدجلال دهقانی اشکذری                         | شبکه ۲پخش در تابستان ۹۹                 |

### فیلم کوتاه
- کچل کفترباز (۱۳۶۰)
- ده صحنه تا اخراج (۱۳۶۷)

### شبکه نمایش خانگی
| سال تولید | نام اثر        | کارگردان    | نقش             | توضیحات                     |
| --------- | -------------- | ----------- | --------------- | --------------------------- |
| ۱۴۰۱      | شبکه مخفی زنان | افشین هاشمی | عمه‌جان تاجرباشی | پخش اختصاصی از پلتفرم نماوا |
| ١۴٠٢      | داوینچیز       | افشین هاشمی | مادرزدن         | پخش اختصاصی از پلتفرم نماوا |